# Capitalinas de San Juan 2017
Questa voce raccoglie le informazioni riguardanti le Capitalinas de San Juan nella stagione 2017.

## Organigramma societario
Area direttiva
- Presidente: James Arroyo

Area tecnica
- Allenatore: Ramón Lawrence
- Assistente allenatore: Juan Miguel Ruiz, Víctor Rivera

## Rosa
| N° | Nome             | Ruolo | Data di nascita  | Nazionalità sportiva |
| -- | ---------------- | ----- | ---------------- | -------------------- |
| 2  | Karla Colón      | P     | 23 aprile 1984   | Porto Rico           |
| 3  | Pamela Cartagena | L     | 5 febbraio 1987  | Porto Rico           |
| 5  | Myrlena López    | C     | 29 novembre 1985 | Porto Rico           |
| 6  | Valeria Porrata  | S     | 24 agosto 1992   | Porto Rico           |
| 7  | Mariana Thon     | P     | 18 novembre 1988 | Porto Rico           |
| 8  | Gaila González   | O     | 25 giugno 1997   | Rep. Dominicana      |
| 9  | Natalia Nieto    | P     | 6 settembre 1994 | Porto Rico           |
| 10 | Graciela Márquez | L     | 23 marzo 1978    | Porto Rico           |
| 11 | Ashley Jiménez   | S     | 8 maggio 1995    | Porto Rico           |
| 13 | Sol González     | C     | 13 gennaio 1990  | Porto Rico           |
| 14 | Neira Ortiz      | C     | 6 luglio 1993    | Porto Rico           |
| 15 | Ania Ruiz        | S/O   | 7 novembre 1982  | Porto Rico           |
| 16 | Erasma Moreno    | S     | 25 novembre 1991 | Rep. Dominicana      |
| 17 | Noami Santos     | S     | 29 novembre 1993 | Porto Rico           |

## Mercato
| Acquisti | Acquisti        | Acquisti             | Acquisti   |
| R.       | Nome            | da                   | Modalità   |
| -------- | --------------- | -------------------- | ---------- |
| S        | Valeria Porrata | Changas de Naranjito | definitivo |
| P        | Mariana Thon    | Lancheras de Cataño  | definitivo |
| O        | Gaila González  | Mirador              | definitivo |
| P        | Natalia Nieto   | -                    | definitivo |
| S        | Erasma Moreno   | Mirador              | definitivo |

| Cessioni | Cessioni       | Cessioni       | Cessioni   |
| R.       | Nome           | a              | Modalità   |
| -------- | -------------- | -------------- | ---------- |
| S        | Daly Santana   | ASPTT Mulhouse | definitivo |
| P        | Lauren Plum    | Vilsbiburg     | definitivo |
| P        | Yeimily Mojica | -              | ritirata   |
| C        | Nicole Cruz    | -              | ritirata   |
| S        | Haley Eckerman | Pro Victoria   | definitivo |

## Risultati

### LVSF

#### Regular season
| 1ª giornata - 26 gennaio 2017 Coliseo Roberto Clemente, San Juan       | Capitalinas de San Juan | 1 - 3 | Criollas de Caguas      | 12-25, 14-25, 25-21, 14-25        |
| 2ª giornata - 28 gennaio 2017 Coliseo José Marrón Aponte, Aibonito     | Polluelas de Aibonito   | 3 - 2 | Capitalinas de San Juan | 25-14, 25-27, 23-25, 25-22, 15-13 |
| 3ª giornata - 1º febbraio 2017 Coliseo Emilio Huyke, Humacao           | Orientales de Humacao   | 3 - 0 | Capitalinas de San Juan | 25-17, 25-20, 25-16               |
| 4ª giornata - 3 febbraio 2017 Coliseo Salvador Dijols, Ponce           | Leonas de Ponce         | 3 - 0 | Capitalinas de San Juan | 25-22, 26-24, 25-20               |
| 5ª giornata - 5 febbraio 2017 Coliseo Rafael Amalbert, Juncos          | Valencianas de Juncos   | 3 - 2 | Capitalinas de San Juan | 20-25, 29-27, 25-21, 17-25, 15-8  |
| 6ª giornata - 8 febbraio 2017 Coliseo Roberto Clemente, San Juan       | Capitalinas de San Juan | 3 - 0 | Changas de Naranjito    | 25-23, 25-23, 25-16               |
| 7ª giornata - 12 febbraio 2017 Coliseo Guillermo Angulo, Carolina      | Gigantes de Carolina    | 3 - 0 | Capitalinas de San Juan | 25-17, 25-17, 25-19               |
| 8ª giornata - 17 febbraio 2017 Coliseo Roberto Clemente, San Juan      | Capitalinas de San Juan | 3 - 2 | Indias de Mayagüez      | 25-22, 22-25, 23-25, 25-21, 15-9  |
| 9ª giornata - 19 febbraio 2017 Coliseo Roberto Clemente, San Juan      | Capitalinas de San Juan | 1 - 3 | Gigantes de Carolina    | 21-25, 25-19, 22-25, 22-25        |
| 10ª giornata - 22 febbraio 2017 Coliseo Héctor Solá Bezares, Caguas    | Criollas de Caguas      | 3 - 0 | Capitalinas de San Juan | 29-27, 25-19, 25-14               |
| 11ª giornata - 26 febbraio 2017 Coliseo Gelito Ortega, Naranjito       | Changas de Naranjito    | 1 - 3 | Capitalinas de San Juan | 18-25, 23-25, 27-25, 16-25        |
| 12ª giornata - 1º marzo 2017 Coliseo Roberto Clemente, San Juan        | Capitalinas de San Juan | 0 - 3 | Valencianas de Juncos   | 25-27, 22-25, 20-25               |
| 13ª giornata - 3 marzo 2017 Palacio de Recreación y Deportes, Mayagüez | Indias de Mayagüez      | 2 - 3 | Capitalinas de San Juan | 22-25, 25-15, 25-17, 22-25, 17-19 |
| 14ª giornata - 8 marzo 2017 Coliseo Roberto Clemente, San Juan         | Capitalinas de San Juan | 3 - 0 | Polluelas de Aibonito   | 25-18, 25-22, 25-18               |
| 15ª giornata - 10 marzo 2017 Coliseo Emilio Huyke, Humacao             | Orientales de Humacao   | 3 - 0 | Capitalinas de San Juan | 25-12, 27-25, 25-21               |
| 16ª giornata - 15 marzo 2017 Coliseo Roberto Clemente, San Juan        | Capitalinas de San Juan | 3 - 2 | Leonas de Ponce         | 25-20, 17-25, 16-25, 25-21, 15-13 |
| 17ª giornata - 24 marzo 2017 Coliseo Salvador Dijols, Ponce            | Leonas de Ponce         | 3 - 1 | Capitalinas de San Juan | 23-25, 35-33, 25-18, 25-21        |
| 18ª giornata - 26 marzo 2017 Coliseo Roberto Clemente, San Juan        | Capitalinas de San Juan | 1 - 3 | Gigantes de Carolina    | 25-21, 22-25, 18-25, 18-25        |
| 19ª giornata - 28 marzo 2017 Coliseo Roberto Clemente, San Juan        | Capitalinas de San Juan | 3 - 1 | Orientales de Humacao   | 24-26, 25-22, 25-11, 25-21        |
| 20ª giornata - 30 marzo 2017 Coliseo Roberto Clemente, San Juan        | Capitalinas de San Juan | 1 - 3 | Indias de Mayagüez      | 25-19, 21-25, 18-25, 24-26        |
| 21ª giornata - 1º aprile 2017 Coliseo Roberto Clemente, San Juan       | Capitalinas de San Juan | 2 - 3 | Criollas de Caguas      | 25-21, 26-24, 14-25, 18-25, 11-15 |
| 22ª giornata - 3 aprile 2017 Coliseo Roberto Clemente, San Juan        | Capitalinas de San Juan | 1 - 3 | Valencianas de Juncos   | 25-22, 16-25, 23-25, 21-25        |
| 23ª giornata - 7 aprile 2017 Coliseo Gelito Ortega, Naranjito          | Changas de Naranjito    | 2 - 3 | Capitalinas de San Juan | 27-25, 19-25, 25-16, 23-25, 11-15 |
| 24ª giornata - 9 aprile 2017 Coliseo José Marrón Aponte, Aibonito      | Polluelas de Aibonito   | 3 - 1 | Capitalinas de San Juan | 25-22, 25-21, 14-25, 25-22        |

## Statistiche

### Statistiche di squadra
| Competizione | Punti | In casa | In casa | In casa | In trasferta | In trasferta | In trasferta | Totale | Totale | Totale |
| Competizione | Punti | G       | V       | P       | G            | V            | P            | G      | V      | P      |
| ------------ | ----- | ------- | ------- | ------- | ------------ | ------------ | ------------ | ------ | ------ | ------ |
| LVSF         | 22    | 12      | 5       | 7       | 12           | 3            | 9            | 24     | 8      | 16     |
| Totale       | -     | 12      | 5       | 7       | 12           | 3            | 9            | 24     | 8      | 16     |

G = partite giocate; V = partite vinte; P = partite perse